# Курган (повесть)
 «Курган» (англ. «The Mound») — фантастическая повесть американского писателя Говарда Филлипса Лавкрафта, написанная в сотрудничестве с Зелией Бишоп с декабря 1929 года по январь 1930 года. Фактически вся повесть написана Лавкрафтом как «литературным негром», а Бишоп принадлежит лишь идея и синопсис в одну строку, о кургане коренных американцев, в котором обитает обезглавленный призрак. Лавкрафт расширил историю до повести о кургане, который скрывает врата в подземный мир, где находится царство К'нан. Сильно сокращенная версия была опубликована в ноябрьском выпуске «Weird Tales» 1940 года, а полный текст опубликован в сборнике 1989 года. Повесть относится к циклу «Мифы Ктулху».

## Сюжет
История рассказана американским этнологом, который в 1928 году приехал в городишко Бингер, штат Оклахома, округ Каддо, чтобы исследовать таинственный курган. На кургане якобы ходят призраки-индейцы: днём странно одетый индейский мужчина, а ночью безголовая индианка. Те, кто пытались исследовать курган, бесследно исчезали либо по возвращении рассказывали о каких-то полулюдях-полупризраках, живущих под землёй, живых мертвецах и жутких существах. Один юноша вернулся повредившимся рассудком. Капитан вернулся с отрезанными ступнями, а культи были залечены до невозможной гладкости, сам же он стал моложе и твердил про Ктулху, Ньярлатхотепа, Азатота. У другого пострадавшего внутренние органы были каким-то невероятным образом перемещены слева направо. Серый Орёл, вождь племени Вичита, поведал о Старцах и древнем народе, обитающем под землёй, от которого произошло всё человечество. Вождь велел этнологу не ходить к кургану ибо там находится вход в Подземный мир. Убедившись, что он всё равно туда пойдёт, вождь дал ему амулет из тёмного металла со странными иероглифами и изображениями, похожими на осьминога и змею .
Этнолог начал раскопки на кургане и нашёл цилиндр из тёмного металла, в котором лежал свиток на испанском языке. После, вернувшись в Бингер, этнолог переводит текст, написанный в XVI веке (384 года назад) испанским дворянином Панфило де Самакона-и-Нуньес. Последующие события представляют собой послание испанца. В 1540 году Самакона, находясь в Новой Испании, примкнул к экспедиции конкистадора Франсиско Коронадо, следовавшей вглубь Североамериканского континента на поиски мифической индейской страны Сивола (англ. Cíbola), богатой золотом. Поиски оказались тщетными, но в пути Самакона узнал от индейца по имени Скачущий Бизон о проходе в подземную страну Кивира (англ. Land of Quivira). В 1541 году Панфило тайно покинул экспедицию и спустился в недра Земли. Через три дня он достиг колоссальной пещеры, где потолок светился голубым светом. Самакона вышел на равнину, заросшую травой и рощицами деревьев, где обитали странные животные, плескалась рыба в реке, а также присутствовали давно заброшенные постройки. Среди последних Самакона обнаружил храм, состоящий почти полностью из чистого золота. В этом храме его застали местные жители – люди, отдалённо похожие на индейцев. Панфило не знал их языка, но обнаружил, что они общаются с ним телепатически. Аборигены увезли его в свой город Цат верхом на плотоядных четвероногих существах с зачаточным рогом во лбу и жуткими мордами. Существа эти назывались гйаа-йотн и были искусственно выведенными получеловеческими гибридами.
Подземный мир назывался К’ньян, его бесконечно давно построили существа, прилетевшие на Землю из космоса. Великий потоп вынудил их совершить исход под землю, да и к тому же, на планету пришло великое зло, и поэтому они оборвали все связи с солнечно-подлунным миром. Жители К'ньян стали бессмертными, рождения почти прекратились, чтобы не создавать перенаселение, а понятие семьи давно исчезло. Они овладели секретом дематериализации и рематериализации, то есть могли по желанию становиться бесплотными и воплощаться вновь, и могли проделать это с любым объектом. Мастерски владея генной инженерией, они вывели класс полуодушевлённых рабов и научились оживлять мёртвых для промышленных нужд — таких полутрупов-рабов называли Им-бхи (некое подобие зомби). Однако, несмотря на научные достижения, здешнее общество подверглось регрессу по сравнению с прошлым, а технологии сильно упростилась: от ездящих, летающих и плавающих машин из металла давно отказались в пользу рабов и животных гибридов. Государственное устройство было скорее полуанархическим, где привычка, а не закон, определяла каждодневный порядок вещей. Жители К’ньяна были религиозными, всюду стояло много храмов: осьминогоголовому Тулу, змееподобному Йигу, Наг и Йеб, Безымянному Божеству, Шуб-Ниггурат и — до определенного случая — жабоподобному Тсатхоггуа.
К’ньяне почти не получали сведений о Внешнем мире (англ. Outer-world) после того, как гнев космических божеств затопил Атлантиду и Лемурию. Позже они общались с майя, толтеками и ацтеками. К'няне были в восторге от гостя и поселили Самакону в роскошной квартире. Он должен был навсегда остаться здесь и рассказать о своем мире ибо К'няне не хотели, чтобы люди наверху знали о них. Самаконда увидел как сильно деградировало их общество в моральном плане. Смыслом их жизни был лишь поиск новых ощущений и борьба со скукой. Вместе тем, тут процветали невежество, садизм и нигилизм. Чтобы хоть как-то развлечь себя, жители Цата устраивали смертельные бои рабов в амфитеатрах. Чем больше Панфило жил здесь, тем сильнее росло его отвращение к К'ньянцам. Индеец Гилл-Фаа-Йнн показал ему город из золота Биграа (англ. B’graa) и Подземелья Зин (англ. Vaults of Zin), и рассказал об их культуре. К'нян — не первая развитая цивилизация в этом мире, они завоевали другие расы и построили свое царства поверх прежнего, которое, в свою очередь, было построено на руинах иного, тёмного, ещё более глубокого мира. Ниже находятся другие гигантские пещеры: прямо под К'ньян находился ещё один подземный уровень, под названием Йот, озарённый красным светом, где ранее жила древняя раса рептилий, но исчезнувшая вследствие неизвестного бедствия. Ниже Йота находилась ещё более глубокая пещера — Н’кай, где вообще нет света. В рукописях Йота говорится, что именно оттуда явился Тсатхоггуа. Однажды исследователи К'няна нашли вход в Н’кай и обнаружили там, среди вечного мрака, живых ползающих существ, выглядящих как аморфные массы чёрной слизи, принимающих различные формы, которые поклонялись Тсатхоггуа. После, выжившие члены экспедиции опечатали проход в Н'кай, а все изображения Тсатхоггуа были уничтожены дезинтегрирующими лучами, и его культ стал запрещён.
Самаконда боялся, что К’ньян будет не остановить и они вторгнутся в Верхний мир, где у них были города до Ледникового периода. Он пытался уйти тем же путём, каким пришёл, но там поставили охрану. Самакона сошёлся с местной женщиной Т'ла-Йуб, испытывающей к нему чувства, которая рассказала о заброшенном проходе наверх, где она могла пройти, благодаря искусству дематериализации. Панфило уговорил её бежать вместе с ним и в 1545 году беглецы вышли в путь с пятью нагруженными золотом животными. Они прокрались в нижний пригород Элтаа (англ. L’thaa), прошли равнину Нит (англ. Nith) и предгорье Гран (англ. Grh-yan). В пути одно животное сбежало и подняло тревогу, и беглецов схватили. Самакона простили, поскольку нуждались в его знаниях, а Т'ла-Йуб приговорили к смерти на арене. Её в искажённом и полудематериализованном виде, превратили в живой безголовый труп и поместили среди часовых, охраняющих выход на кургане. В конце рукописи Самакона пишет, что снова попытается сбежать, так как сам овладел способностью к дематериализации, после чего рассказ обрывается. По-видимому его поймали, но он успел спрятать цилиндр со своими записями у выхода на кургане.
Этнолог шокирован прочитанным, но уверяет себя, что это мистификация. Он снова идёт на курган и, начав раскопки, находит скрытый лаз, пройдя по которому видит вещи предыдущих исследователей. Внезапно появляются дематериализованные существа, а затем из ведущего вглубь тоннеля является существо, чей облик заставляет этнолога в ужасе бежать обратно на поверхность, бросив цилиндр с рукописью. Этнолог уехал из Бингера, решив никогда сюда не возвращаться. С тех пор он вспоминает, что существом в пещере был изуродованный и реанимированный труп Самаконы, а на его груди была вырезана надпись на ломаном испанском: «Схвачен по воле К’ньяна, направлявшей безголовое тело Т'ла-Йуб».

## Персонажи
Рассказчик
- Рассказчик — американский этнолог, скептик, сталкивался со странными явлениями в других штатах. Родился на Восточном побережье. Изучал легенды про Йига.

Самакона
- Панфило де Самакона-и-Нуньес (исп. Panfilo de Zamacona Nunez) — испанский конкистадор, автор послания в цилиндре. Был убит жителями Подземного мира.

### Второстепенные персонажи
- Т'ла-Йуб (англ. T’la-yub) — жительница подземного мира, помогавшая Самаконе бежать.
- Серый Орёл (англ. Grey Eagle) — вождь племени Вичита. Его возраст приближался к 150 годам. Бесстрашный, величественный, в своё время вел переговоры с беглыми преступниками и вёл торговлю с конфедератами. Рассказывал легенды о Древнем народе из Подземного мира. Персонаж появляется в рассказе «Проклятие Йига», где он также упоминает Тираву.
- Джон Виллис (англ. John Willis) — шериф, который видел призраков на конях в небе над курганом
- Бизон (исп. El Turco) — индеец, жил на реке Пекос или Арканзас, рассказывал легенды про Древних богов, указал Самаконе путь в Подземный мир.
- Бабуля Комптон (англ. Grandma Compton) — фермер, её сын сдал комнату рассказчику. Персонаж появляется в рассказе «Проклятие Йига».
- Клайд Комптон (англ. Clyde Compton) — фермер, участвовал в поисковой экспедиции.
- Хитон (англ. Heaton) — юный исследователей, вернулся с кургана с помутившимся рассудком и твердил про Древних богов.
- Джордж Лоутон (англ. George Lawton) — капитан, вернулся с кургана искалеченный.
- Джо Нортон и Рэнс Уилок (англ. Joe Norton and Rance Wheelock) — местные жители, зашли на курган и пропали без вести.
- Эд Клэй и Волкер Клей (англ. Ed and Walker Clay) — братья, исчезли без вести. Эд позже вернулся и застрелился, оставив предсмертную записку.
- Гилл-Фаа-Йнн (англ. Gll’-Hthaa-Ynn) — житель Подземного мира.
- Гин-айны (англ. Gn’agn) — старейшины на суде в Подземном мире.

### Обитатели Подземного мира
- Жители К’нан или К’ньяна (англ. People of K’n-yan or Xinaián) — смуглолицые воины, похожие на индейцев, которые жили в мире под землёй. Их лица имели мелкие, но многочисленные отличия в чертах, что не позволяет их идентифицировать ни с одним из индейских племён на Земле. Общаются телепатически, посредством «радиации мыслей». Стали бессмертными в процессе эволюции в течение двух миллионов лет, возраст некоторых достигает 500–1000 лет. Используют короткие мечи и дезинтегрирующие лучи. Высший класс в их обществе живёт в столице Цат и именуют себя Раса Цата (англ. Race of Tsath).

- Им-бхи или Вайм-баи (англ. Y’m-bhi) — реанимированные трупы, класс рабов, который вывели генетики Цата. Им был недоступен дар бессмертия, поэтому со временем им-бхи увеличиваются в числе. К'ньяне оживляли мертвецов при помощи электричества и управляли ими силой мысли, приказывали двигаться. Полутрупов отличает собачья преданность и послушание, но они менее восприимчивы к телепатическим командам, чем живые рабы. Мертвецы часто имели раны и увечья, потому что прежде использовались в качестве гладиаторов для увеселения свободных горожан. Пасущиеся рабы на лугах представляют самое низшее сословие — от них ничего не требуется и кроме как в пищу их нигде не используют.

- Жители Йота (англ. People of Yoth) — класс высокоразвитых существ, рогатые и четырёхлапые твари из земель Йота, освещаемых красным светом.

- Жители Н’кай (англ. People of N’kai) — Похожая на жаб древнейшая раса К'няна, от которой произошли все остальные. Нечто неизвестное их всех погубило, а их мир Н’кай заняли аморфные существа, как комья слизи, произвольно принимающие любую форму. Сами они не походили на жабообразного Тсатхоггуа, но тоже поклонялись ему.

- Жители Ломар (англ. People of Lomar) — поселенцы на Северном полюсе, которые пережили ледниковую эпоху, но их цивилизацию погубило нашествие диких орд волосатых Гнопх-Кехов.

- Гнопх-кехи (англ. Gnoph-kehs) — властные мифические существа из гренландских льдов, передвигавшиеся, по преданию, то на двух, то на четырёх, то на шести ногах. Существа появляются в рассказе «Полярная звезда».

- Гйаа-йотн (англ. Gyaa-yothn) — четвероногие единороги с мощным туловищем, покрытые длинным белоснежным мехом, с рудиментарным отростком рога в центре лба, у которых в приплюснутых носах и пухлых губах угадывается примесь человеческой крови. Существах с зачаточным рогом во лбу и жуткими мордами были искусственно выведенными получеловеческими гибридами.

- Животные гибриды (англ. Animal hybrids) — разнообразно приспособленные твари: невидимые существа; мелкая бледная тень; похожие на табуны кони, что как тёмная масса размеренно двигаются среди лесов; парящие над головой стаи птиц; стаи огромных рыб необычного вида; мелкие твари, с визгом, хлопающие крыльями и другие.

## Вдохновение

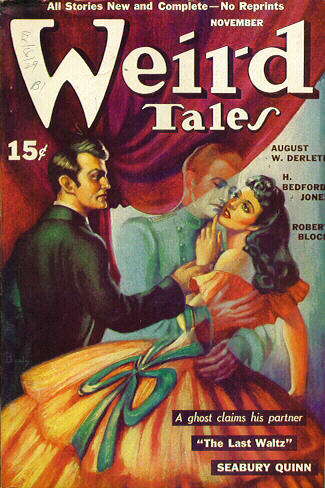
Weird Tales (ноябрь 1940 года, том 35, № 6) Сибери Куинн «Последний вальс». Обложка — Маргарет Брандейдж

Повесть «Курган» — одно из трёх произведений, написанных в соавторстве с Зелией Бишоп и имеет связи с двумя другими: «Проклятие Йига» и «Локон Медузы». Зелия Бишоп наняла Лавкрафта для создания сюжета про индейский курган, что охраняет безголовый призрак. Лавкрафт написал повесть о кургане, скрывающим врата в Подземный мир. Лавкрафту не понравилась идея Зелии Бишоп о том, что курган лишь типичная история о призраках. Вся предложенная ею схема была слишком краткой и он превратил её в повесть из 29 560 слов. Повесть была издана после смерти Лавкрафта, можно сказать, что она была «написана призраком». Эта история одна из трёх, где очень богато описана не человеческая культура, а две другие — «Хребты безумия» и «За гранью времен». Повесть была издана в 1940 году, поэтому в ней присутствуют элементы и последующих произведений Лавкрафта.
В повести упоминается Аристотель, Хеопс; испанские деятели: Франсиско Васкеса де Коронадо, Антонио де Мендоса, Нуньес де Бальбоа; и Генрих Восьмой.
Лавкрафт часто обменивался ссылками на произведения других писателей — что стало традицией среди последователей писателей «Мифов Ктулху». Роберт Говард писал про Ханаан. Кларк Эштон Смит писал про Лемурию и Атлантиду.
Лавкрафт основывается на фольклоре и мифологии индейцев, что описывают древнюю расу, подземных жителей, племена троглодитов, строителей курганов (США), армии сражающихся призраков и других. Легенды племени Вичита упоминают богов, злых духов, демонов, аморфных животных и других.
Лавкрафт описывает модель мира, которая часто описывается в мифологии. Подземный мир впервые был описан в мифологии шумеров. Нечисть, живущая под горой и спящий великан — традиционные мотивы скандинавской мифологии. Подземный мир К'нан имеет черты Загробного мира из легенд индейцев. Индейцы упоминают божеств Кецелькоатля и Тираву; а также древнегреческое божество Астарту.
Лавкрафт использует названия, похожие на локации Ближнего Востока. К'нян (англ. K’n-yan) напоминает античное государство Ханаан (англ. Kĕnaʿan), в Древней Месопотамии. Название Цатт похоже на Цфат. При создании Страны снов Лавкрафт вдохновлялся своей любимой в детстве сказкой — «Тысяча и одна ночь», поэтому окружение имеет черты Восточной культуры.
Мифология Древнего Египта часто служит фоном для «Лавкрафтовских ужасов», а также её использовал Эдгар По, последователем которого является сам Лавкрафт. Концепция души Древнего Египта описывает то, как человек во сне путешествует в Мир сновидений, где он встречает умерших и Богов. В Древнем Египте считалось, что в Мире грез обитают демоны, злые духи, боги Луны и многие другие. Фразы индейцев Вичита о «воинах вышедших из заката солнца и большой реки» — похожи на мифы Древнего Египта. Лавкрафт использует вторые имена божеств или такую форму обращения, как «Те, кто живет под землей» — что характерно для Древнего Египта.

## Публикация
Повесть не была опубликована при жизни Лавкрафта. После его смерти, Август Дерлет радикально сократил её и в 1940 году она была опубликована в ноябрьском выпуске журнала «Weird Tales». Это сокращённая версия перепечатывалась издательством «Arkham House» на протяжении многих лет, пока первоначальный текст не был опубликован в 1989 году в сборнике «Ужас в музее».

## Локализация
Курган из истории находится в Бингере в округе Каддо, что является реальным городом в 60 милях (100 км) к юго-западу от Оклахома-Сити. Автор размещает курган примерно в трети мили к западу от Бингера, но в этом районе нет больших курганов, что, по-видимому, делает эту географическую деталь единственной вымышленной частью его местоположения.
В области есть несколько курганов, но они не такие, как описано в повести. Один из них называется «Призрачный Курган», и, согласно местной легенде, его населяют призраки, однако, он расположен ближе к Гидро, чем к Бингеру. Вид его не похоже на описание Лавкрафта, и он является естественным образованием. Скорее всего, этот курган, вдохновил Зелию Бишоп и она представила эту идея по своему. Возможно, второй соседний курган, известный как «Курган Мертвой женщины», также был источником её вдохновения. В отличие от первого, с ним не связано никакой истории о привидениях, хотя курган получил свое название, когда там было найдено захороненное тело женщины.

## «Мифы Ктулху»
Лавкрафт разработал отдельную мифологическую базу об инопланетянах, посещавших Землю в древности — эти элементы лежат в основе «Мифов Ктулху». Серый Орел рассказывает легенды индейцев о «старом народе» или Древних, которых в древности прилетели на Землю. В рассказе «Карающий Рок над Сарнатом» впервые говорится о пришедших со звезд пришельцах, от которых произошли люди. В рассказе «Зов Ктулху» Ктулху спит мертвым сном, но когда планеты встанут в ряд, Древние смогут вернуться на Землю и настанет Конец света. В повести «Хребты Безумия» описаны Старцы, Шогготы, древние расы, города в Антарктике, а также циклопические руины, что построены поверх еще более древнего города. В повести «Шепчущий во тьме» описываются мифы разных стран о «старом народе» и имена божеств: Ктулху, Тсатхоггуа, Шуб-Ниггурат, и «Тот, чьё имя не может быть названо» (англ. Not-to-be-named One). Предки индейцев призывали полупризраков из под земли — это похоже на ритуалы призыва потусторонних существ из рассказа «Ужас Данвича». Жители Йота были потомками древней расы рептилий (англ. Ancient reptile race), которая упоминается в рассказе «Безымянный город».
На протяжении всего своего творчества Лавкрафт упоминает Древних богов (англ. Old Gods), Древнюю расу (англ. Ancient race), Старцев (англ. Elder Ones), Старшую расу (англ. Elder Race) и похожие названия, но их описание меняется, адаптируясь под изменившиеся интересы автора. В этой повести Лавкрафт использует название «те люди» (англ. Those people), аналогично «те самые» (англ. Those ones) из повести «Шепчущий во тьме». Лавкрафт использует слово Древние в общем смысле этого слова: Это древние существа, либо древние пришельцы, либо Древние боги. В повести упоминаются «Боги Внешнего мира» (Земной поверхности), «злые демонические божества», «космические дьяволы» (англ. Space-devils) — это похоже легенды о противостоянии божеств из повести «Хребты Безумия» и рассказа «Вне времени». Лавкрафт нарочно искажает имя Ктулху как «Тулу» и полу-космический город Р'льех как «Релекс» — этот прием будет использовать Август Дерлет. 
В Н'кай обитали существа похожие на жаб из повести «Сомнамбулический поиск неведомого Кадата», а также черные аморфные существа, похожие на шогготов из повести «Хребты Безумия». Темный метал Ктулху (англ. Tulu-metal) и выполненный из него диск с изображением узора змеи на одной стороне и осьминога вместе с другим монстром с щупальцами на другой, появляется только в этом произведении. Иные металлические реликвии описаны в произведениях: «Шепчущий во тьме», «Грёзы в ведьмовском доме», «За гранью времён», «Вне времени».
В повести упоминается Дух Ктулху, который сморил героя в сон — этими же словами описывает Дух-искуситель в рассказе «Полярная звезда», насылающий сон на сновидца. Лавкрафт использует такую форму обращения, как «Земля Квира» или «Люди Ломара» — подобно словам, которыми описаны жители Страны снов.
Жители К'нан упоминают локации из Страны снов: Кадат, Олатое, Ломар, Подземелья Зин и другие. Сумрачная пещера Йот, залитая тусклым красным светом, ниже которой находится еще глубокая темная пещера Н’кай, ведущая в бездну — это описание встречается в повести «Шепчущий во тьме» и рассказе «Врата серебряного ключа».

## Связь с другими произведениями
В рассказе «Безымянный город» приводится концепция Страны снов, что соединена с Иными мирами и Загробным миром, а также описана раса рептилий, которые скрылись от катаклизма под землей.
В повести «Хребты Безумия» описаны Старцы, которые скрылись от катаклизма под землей.
В повести «Сомнамбулический поиск неведомого Кадата» описан Подземный мир, где находятся Подземелья Зин.
В рассказе «Карающий Рок над Сарнатом» впервые появляется описание Древних богов, идолы в виде ящерицы и таблички, в которых описаны древние цивилизации.
В рассказе «Проклятие Йига» описан Йиг и вождь индейцев Серый Орел.
В рассказе «Полярная звезда» появляется описание города Олатое, что в Стране снов.
В рассказе «Герберт Уэст — реаниматор» описан эликсир, который оживлял мертвых.
В рассказе «Заброшенный дом» упоминается дематериализация и атомная техника.
В рассказе «Праздник» герой попадает в Подземный мир, где находится сеть подземных катакомб, ведущих в Недра Земли.
В рассказе «Ужас в Ред Хуке» герой попадает в подземелье, где уровнем ниже находятся Недра Земли.
«Недра Земли» упоминаются ранее в произведениях: «Безымянный город», «Праздник», «Крысы в стенах», «Ужас в Ред Хуке» «Сомнамбулический поиск неведомого Кадата» и «Хребты Безумия».

## Экранизации
Призрачная империя — одноименный фильм 1935 года.